# Yerres (rzeka)
Yerres – rzeka we Francji, o długości 97,5 km, przepływająca przez tereny departamentów: Sekwana i Marna, Essonne oraz Dolina Marny. Stanowi dopływ rzeki Sekwany.